# Адак (аэропорт)
Аэропорт Адак (англ. Adak Airport), (ИАТА: ADK, ИКАО: PADK, FAA LID: ADK) — государственный аэропорт, расположенный к западу от города Адак, на острове Адак (Аляска), США. Прежнее название аэропорта — База военно-морской авиации Адак.
Аэропорт Адак является самым западным среди всех воздушных объектов Соединённых Штатов Америки (за исключением Гавайев), находясь на 176,64 западной долготы.

## История
Аэропорт впервые начал эксплуатироваться армией США во время Второй мировой войны, после которой военный объект использовался главным образом в качестве аэропорта базирования самолётов берегового патрулирования Lockheed P-3 Orion для проведения боевых противолодочных операций против подводных лодок и наблюдения за надводными перемещениями на территории бывшего Советского Союза.
С распадом СССР в начале 1990-х годов деятельность военно-воздушной базы Адак последовательно снижалась каждый год и в середине 1990-х годов Федеральным правительством Соединённых Штатов было принято решение о закрытии военной базы и прекращении полётов берегового патрулирования.

## Инфраструктура
В настоящее время Аэропорт Адак представляет собой один из крупнейших и наиболее современных аэропортов Алеутских островов. Построенный Военно-морскими силами США в качестве базы для военно-морской транспортной авиации, аэропорт является объектом мирового уровня и эксплуатирует две взлётно-посадочные полосы 2374 и 2318 метров, каждая из которых оснащена курсо-глиссадной системой.

## Авиакомпании и пункты назначения
Деятельность аэропорта субсидируется за счёт средств Федеральной программы США Essential Air Service (EAS) по обеспечению воздушного сообщения между небольшими населёнными пунктами страны. В настоящее время авиакомпанией Alaska Airlines выполняются два регулярных рейса в неделю в Анкоридж на самолётах Boeing 737.
- Данные базы аэропортов ФАИ ADK
- State Takes Over Adak Airport — State of Alaska Press Release, 15-Jan-2004